# Омастіна (потік)
Омастіна (словац. Omastiná) — річка в Словаччині, ліва притока Радіші, протікає в окрузі Бановці-над-Бебравою.
Довжина приблизно 7.3-7.7 км. Витік знаходиться в масиві Стражовські-Врхи (геоморфологічна підодиниця Нітрицькі-Врхи — схил гори Мала Гомоля); на висоті близько 550 метрів. Впадає Подградський потік.
Протікає територією сіл Омастіна і Житна-Радиша. Впадає у Радішу на висоті приблизно 260—265 метрів.